# Alsómocsolád
Alsómocsolád es un pueblo ubicado en el condado de Baranya, Hungría.

## Superficie
Posee una superficie de 13,0 kilómetros cuadrados.

## Demografía
Hasta 2021 la población era de 281 habitantes, con una densidad de población de 21,61 habitantes por kilómetro cuadrado.